# Hyperlopha compactilis
Hyperlopha compactilis là một loài bướm đêm trong họ Noctuidae.